# Quimper Communauté
Die Quimper Communauté ist ein ehemaliger französischer Gemeindeverband in der Rechtsform einer Communauté d’agglomération im Département Finistère in der Region Bretagne. Sitz der Verwaltung war die Stadt Quimper. Letzter Präsident war Ludovic Jolivet.

## Aufgaben
Zu den vorgeschriebenen Kompetenzen gehörten die Entwicklung und Förderung wirtschaftlicher Aktivitäten und des Tourismus sowie die Raumplanung auf Basis eines Schéma de Cohérence Territoriale. Der Gemeindeverband betrieb außerdem die Abwasserentsorgung.

## Historische Entwicklung
Mit Wirkung vom 1. Januar 2017 fusionierte der Gemeindeverband mit der Communauté de communes du Pays Glazik und bildete so die Nachfolgeorganisation Quimper Bretagne Occidentale.

## Ehemalige Mitgliedsgemeinden
Die Quimper Communauté bestand aus acht Gemeinden.
| Gemeinde      | Einwohner (2022) | Fläche (km²) | EW/km² | Code Insee |
| ------------- | ---------------- | ------------ | ------ | ---------- |
| Ergué-Gabéric | 8.576            | 39,87        | 204    | 29051      |
| Guengat       | 1.836            | 22,72        | 73     | 29066      |
| Locronan      | 806              | 8,08         | 99     | 29134      |
| Plogonnec     | 3.223            | 54,14        | 56     | 29169      |
| Plomelin      | 4.216            | 26,08        | 158    | 29170      |
| Plonéis       | 2.405            | 21,99        | 94     | 29173      |
| Pluguffan     | 4.229            | 32,09        | 113    | 29216      |
| Quimper       | 64.530           | 84,45        | 749    | 29232      |